# Баджи, Юссуф
Юссу́ф Мамаду́ Баджи́ (фр. Youssouph Mamadou Badji; родился 20 декабря 2001) — сенегальский футболист, нападающий датского клуба «Орхус» и национальной сборной Сенегала. 

## Клубная карьера
Выступал за сенегальский клуб «Каса Спортс». В январе 2020 года подписал четырёхлетний контракт с бельгийским клубом «Брюгге». Дебютировал за клуб 8 августа 2020 года в матче против «Шарлеруа».

## Карьера в сборной
В феврале 2019 года в составе сборной Сенегала до 20 лет сыграл на молодёжном Кубке африканских наций, который прошёл в Нигере, забив на турнире 3 гола. В мае 2019 года сыграл на молодёжном чемпионате мира в Польше.
3 августа 2019 года дебютировал за первую сборную Сенегала в матче отборочного турнира к чемпионату африканских наций против сборной Либерии.